# Мечеть Шейхі Челебі
Мече́ть Шейхі́ Челебі́ (тур. Şeyhi Çelebi Camii) — мечеть османського періоду, розташована в Едірне, Туреччина. Її збудував Шейхі Челебі, син Каді Бедреддіна Махмут-ефенді.
Мечеть була збудована Мімаром Сінаном після завершення будівництва мечеті Селіміє. Точна дата будівництва невідома, однак у праці Рифата Османа вказується 1574 рік. Враховуючи, що мечеть його батька, Каді Бедреддіна, була збудована, ймовірно, у 1540-х роках, видається правдоподібним, що мечеть Шейхі Челебі була споруджена наприкінці XVI століття.
Мечеть збудована з тесаного каменю та цегли у змішаній кладці і має квадратний план. Мінарет мечеті був зруйнований внаслідок влучання артилерійського снаряда під час Балканських воєн. Під час окупації 1894 року було зруйновано медресе, що знаходилося поруч із мечеттю.